# Elżbieta Leseur
 Elżbieta Leseur, imię oryginalne (ang.) Elisabeth Leseur (ur. 16 października 1866 w Paryżu; zm. 3 maja 1914) – francuska Służebnica Boża Kościoła katolickiego.

## Życiorys
Pochodziła z zamożnej mieszczańskiej rodziny. W dniu 31 lipca 1889 roku jej mężem został lekarz, Felix Leseur – prominentny działacz ruchu ateistycznego. Próbowała nawrócić swojego męża, lecz gdy to nie przynosiło rezultatu, zaczęła modlić się za niego. Swoje wspomnienia zapisywała w pamiętniku. Była pisarką; napisała wiele książek. Zmarła na raka piersi w opinii świętości. Po jej śmierci, Felix nawrócił się i został potem katolickim księdzem. 
W 1934 roku rozpoczął się jej proces kanonizacyjny.